# Unionidae
Unionidae sau unionidele este o familie de scoici de apă dulce, cea mai mari din ordinul Unionoida. 

## Genuri
| - Genul Anodonta - Genul Potomida - Genul Unio Africa - Genul Brazzaea - Genul Coelatura - Genul Germainaia - Genul Grandidieria - Genul Mweruella - Genul Nitia - Genul Nyassunio - Genul Prisodontopsis - Genul Pseudospatha America Centrală și Mexic - Genul Arotonaias - Genul Barynaias - Genul Cyrtonaias - Genul Delphinonaias - Genul Disconaias - Genul Friersonia - Genul Martensnaias - Genul Micronaias - Genul Nephritica - Genul Nephronaias - Genul Pachynaias - Genul Popenaias - Genul Psoronaias - Genul Psorula - Genul Reticulatus - Genul Sphenonaias | Asia de Est - Genul Aculamprotula - Genul Acuticosta - Genul Anemina - Genul Arconaia - Genul Caudiculatus - Genul Chamberlainia - Genul Contradens - Genul Cristaria - Genul Ctenodesma - Genul Cuneopsis - Genul Discomya - Genul Elongaria - Genul Ensidens - Genul Harmandia - Genul Hyriopsis - Genul Inversidens - Genul Inversiunio - Genul Lamprotula - Genul Lanceolaria - Genul Lepidodesma - Genul Modellnaia - Genul Nodularia - Genul Oxynaia - Genul Physunio - Genul Pilsbryoconcha - Genul Pressidens - Genul Prohyriopsis - Genul Pronodularia - Genul Protunio - Genul Pseudobaphia - Genul Pseudodon - Genul Ptychorhynchus - Genul Rectidens - Genul Rhombuniopsis - Genul Scabies | - Genul Schepmania - Genul Schistodesmus - Genul Simpsonella - Genul Sinanodonta - Genul Solenaia - Genul Unionetta Europa - Genul Microcondylaea - Genul Pseudanodonta India - Genul Arcidopsis - Genul Lamellidens - Genul Parreysia - Genul Radiatula - Genul Trapezoideus Orientul Mijlociu - Genul Leguminaia - Genul Pseudodontopsis Noua Guinee - Genul Haasodonta America de Nord - Genul Actinonaias - Genul Alasmidonta - Genul Amblema - Genul Anodontoides - Genul Arcidens - Genul Cyclonaias - Genul Cyprogenia - Genul Dromus - Genul Ellipsaria - Genul Elliptio | - Genul Elliptoideus - Genul Epioblasma - Genul Fusconaia - Genul Glebula - Genul Gonidea - Genul Hamiota - Genul Hemistena - Genul Lampsilis - Genul Lasmigona - Genul Lemiox - Genul Leptodea - Genul Lexingtonia - Genul Ligumia - Genul Medionidus - Genul Megalonaias - Genul Obliquaria - Genul Obovaria - Genul Pegias - Genul Plectomerus - Genul Plethobasus - Genul Pleurobema - Genul Pleuronaia - Genul Potamilus - Genul Ptychobranchus - Genul Pyganodon - Genul Quadrula - Genul Quincuncina - Genul Simpsonaias - Genul Strophitus - Genul Toxolasma - Genul Truncilla - Genul Uniomerus - Genul Utterbackia - Genul Venustaconcha - Genul Villosa |